# Стукаловка (Гребёнковский район)
Стукаловка (укр. Стукалівка) — село,
Стукаловский сельский совет,
Гребёнковский район,
Полтавская область,
Украина.
Код КОАТУУ — 5320885301. Население по переписи 2001 года составляло 432 человека.
Село указано на подробной карте Российской Империи и близлежащих заграничных владений 1816 года.
До 1891 приписан к Троицкой церкви Овсюках.
Является административным центром Стукаловского сельского совета, в который, кроме того, входит село
Михайловка.

## Географическое положение
Село Стукаловка находится на берегу реки Сухая Оржица,
выше по течению примыкает село Михайловка,
ниже по течению на расстоянии в 5 км расположено село Пилиповичи (Оржицкий район).

## Происхождение названия
На территории Украины 2 населённых пункта с названием Стукаловка.

## Экономика
- ООО «Нива».
- ОАО «Гребенковское».

## Объекты социальной сферы
- Школа I—II ст.